# Sainte-Sève
Sainte-Sève är en kommun i departementet Finistère i regionen Bretagne i västra Frankrike. Kommunen ligger i kantonen Morlaix som tillhör arrondissementet Morlaix. År 2022 hade Sainte-Sève 1 060 invånare.

## Befolkningsutveckling
Antalet invånare i kommunen Sainte-Sève
Referens:INSEE